# Simfonia núm. 11 (Weinberg)
La Simfonia núm. 11, Simfonia festiva, op. 101, és una simfonia coral per a cor i orquestra composta el 1970 per Mieczysław Weinberg i basada en diversos poetes revolucionaris. No s'ha enregistrat mai.
Weinberg la va compondre per commemorar el centenari del naixement de Lenin i es pot considerar una obra patriòtica a les escorrialles del moviment socialista realista. La simfonia tenia algunes dificultats extremes per a l'orquestra.